# Griffin Gluck
Griffin Alexander Gluck (sinh ngày 24 tháng 8 năm 2000) là một diễn viên người Mỹ. Trên truyền hình, anh nổi bật với vai diễn chính của mình là vai Charlie trong Red Band Society và vai chính Mason Warner trong Private Practice và vai Danny Gannon trong Back in the Game. Anh đã diễn vai Rafe Khatchadorian trong phim Middle School: The Worst Years of My Life. (Trung học: Những năm tồi tệ nhất của cuộc đời tôi).

## Cuộc sống và sự nghiệp
Gluck sinh ra ở Los Angeles. Cha anh là Cellin Gluck, là đạo diễn và nhà sản xuất phim, và mẹ ông là Karin Beck, là trợ lý sản xuất và nhà sản xuất. Cha của Griffin được sinh ra ở huyện Wakayama, Nhật Bản, với cha mẹ người Mỹ, và đã được nuôi một phần ở Kobe, Nhật Bản. Ông bà nội của Griffin là Sumi (Hiramoto), người có nguồn gốc Nhật Bản, và Jay Gluck, một nhà khảo cổ, sử gia và người Nhật, người có gốc Do Thái.
Gluck bắt đầu diễn xuất khi anh đi cùng chị gái Caroline để tới buổi giới thiệu Guys and Dolls tại Palisades Playhouse.. Vai diễn đầu tiên của anh là khi anh được ba tuổi trong một bộ phim ngắn, Time Out, đồng sản xuất bởi cha anh. 
Sự đột phá lớn của anh đến vào năm 2011, khi anh đóng vai Michael trong bộ phim Just Go with It,, và anh đã nhận được đề cử giải Young Artist Award. Sau đó, anh được mời làm diễn viên Mason Warner về Private Practice, và sau đó anh đã tham gia thường xuyên trong các chương trình. Sau khi bộ phim bị hủy bỏ, anh đóng vai một phi công trong bộ phim truyền hình tên là Back in the Game từ 20th Century Fox TV.. Chương trình đã bị hủy bỏ vào tháng 11 năm 2013.
Vào năm 2014, Gluck đã đóng vai Charlie trong bộ truyện Red Series Society của hãng FOX, trong đó nhân vật của anh và cũng là người kể chuyện của bộ phim.
Vào tháng 3 năm 2015, anh đã tham gia vào một phi công của NBC, Cuckoo, không được chọn cho loạt phim.
Gluck đã đóng vai chính lần đầu tiên là vai Rafe Khatchadorian trong bộ phim năm 2016 có tựa Middle School: The Worst Years of My Life. (Trung học: Những năm tồi tệ nhất của cuộc đời tôi), dựa trên tiểu thuyết nổi tiếng của tác giả James Patterson. 
Gluck được đề cử cho hạng mục "Nam diễn viên trẻ xuất sắc nhất trong hạng mục Phim xuất sắc nhất" tại Giải thưởng Nghệ sĩ trẻ lần thứ 33.